# Mein Schiff 1
Mein Schiff 1 (Mein Schiff (2009—2010), Celebrity Galaxy (2008—2009), построено как Galaxy (1996—2008)) — первое круизное судно образованной в 2008 г. TUI Cruises, находящееся в собственности компании Celebrity Cruises Inc. Было построено в Германии на верфи Meyer Werft, в Папенбурге в 1996 году. Совершает круизы по Средиземному морю. Судном-близнецом является Mercury.

## История судна
Киль судна был заложен под заводским номером 638 и названием Galaxy 25 мая 1995 г. на верфях Meyer Werft в Папенбурге как второе судно класса Century. По сравнению с головным судном класса второе судно было удлинено на 15 метров. Спуск на воду состоялся в мае 1996 г. После завершения строительства судно было передано 10 октября 1996 г. в американскую судоходную компанию Celebrity Cruises Inc..
В апреле 2008 г. Royal Caribbean Cruises Ltd., материнская компания Celebrity Cruises сообщила о передаче судна, которое между тем стало Celebrity Galaxy, во вновь образованную для работы на немецком рынке дочку TUI Cruises. Сама передача судна состоялась 18 марта 2009 г. в Сан-Хуане (Пуэрто-Рико). Цену договорились держать в тайне.
В 2009—2010 годах судно называлось Mein Schiff и получило порядковый номер только с появлением второго судна в компании под названием Mein Schiff 2.